# 記憶の箱舟
「記憶の箱舟」（きおくのはこぶね）は、日本のシンガーソングライター伊東歌詞太郎のシングル。2020年7月29日にKADOKAWAより1枚目のシングルとして発売された。

## 概要
- 自身初のCDシングル。
- 今作は、アニメ『デカダンス』のエンディングテーマとして書き下ろした楽曲と、伊東自身のエッセイ本のイメージソングとして書き下ろした楽曲に新曲を含む3曲が収録されている。
- 「僕たちに似合う世界」のミュージックビデオは7月25日に自身のYouTubeチャンネルに投稿された[5]。

## 収録内容
| #  | タイトル                      | 作詞         | 作曲         | 編曲  | 時間 |
| -- | ----------------------------- | ------------ | ------------ | ----- | ---- |
| 1. | 「記憶の箱舟」                | 伊東歌詞太郎 | 伊東歌詞太郎 | akkin | 4:37 |
| 2. | 「僕たちに似合う世界」        | 伊東歌詞太郎 | 伊東歌詞太郎 | akkin | 4:37 |
| 3. | 「TOKYO-STATION」             | 伊東歌詞太郎 | 40mP         | 40mP  | 4:48 |
| 4. | 「記憶の箱舟 (Instrumental)」 |              | 伊東歌詞太郎 | akkin | 4:16 |

## 演奏
- akkin：Guitars, Programming, Sound Produce (#1.2)
- 高間有一：Bass (#1.2)
- 松原“マツキチ”寛：Drums (#1.2)
- 40mP：Programming, Sound Produce (#3)
- [TEST]：Guitars (#3)

## タイアップ
記憶の箱舟
テレビアニメ『デカダンス』エンディングテーマ
僕たちに似合う世界
エッセイ「僕たちに似合う世界」イメージソング